# Sigmogonotropis serratus
Sigmogonotropis serratus är en mångfotingart som beskrevs av Hoffman 1951. Sigmogonotropis serratus ingår i släktet Sigmogonotropis och familjen Aphelidesmidae. Inga underarter finns listade i Catalogue of Life.